# Dharmapâla
Pour les articles homonymes, voir Dharmapala.
Dharmapāla (530-561) est un important philosophe, théoricien et commentateur bouddhiste indien theravadin, de l'école du Cittamātra ou Vijñānavāda du bouddhisme du courant mahāyāna.  

## Biographie
Originaire du sud de l'Inde, il se rendit à Ceylan pour rechercher d'anciens manuscrits bouddhistes. Étant entré dans l'ordre bouddhique, il étudia le bouddhisme avec le grand maître logicien Dignāga auquel il succéda comme patriarche de l'Université Nālandā. Il finit sa vie proche de l'arbre où Siddhartha Gautama atteignit l'illumination  (le Mahābodhi à Bodhgayā). Parmi ses élèves, on peut citer Shîlabhadra,  Jnanacandra et surtout Dharmakīrti.
Il accentua l'idéalisme du Cittamatra dans le sens d'un illusionnisme et fut le premier à préconiser que la conscience (Vijñāna) se compose de quatre parties: partie de la vision, partie de l'aspect, partie de la self-justification, et partie de la justification de la self-justification. 
Le célèbre pèlerin chinois Xuanzang était venu à  Nālandā pour recevoir ses enseignements Cittamatrin. Mais comme, à son arrivée, Dharmapala était mort, c'est l'un de ses disciples, Shîlabhadra, qui transmit à Xuanzang  tous les enseignements.
Parmi ses œuvres principales, l’Explication des cent traités vastes, le Traité de la naissance du joyau de la Vijñāptimātratāsiddhi et l’Explication du traité de la vision des conditions enchaînées ont survécu dans leur traduction chinoise.